# Benjamin Hawkins
Benjamin Hawkins (ur. 15 sierpnia 1754, zm. 6 czerwca 1816) – amerykański polityk.
Studiował na College of New Jersey, obecnie Uniwersytet Princeton, gdzie nauczył się języka francuskiego. Po rozpoczęciu rewolucji amerykańskiej na prośbę generała George’a Washingtona zrezygnował ze studiów i został jego tłumaczem. W 1785 roku został oddelegowany przez Kongres Kontynentalny do negocjacji traktatów z Indianami z plemion Creek i Cherokee.
W latach 1789–1795 reprezentował stan Karolina Północna w Senacie Stanów Zjednoczonych. W 1796 roku został mianowany przez prezydenta George’a Washingtona namiestnikiem do spraw Indian mieszkających na południe od rzeki Ohio. Stanowisko to piastował aż do śmierci.
Od jego nazwiska pochodzi nazwa hrabstwa Hawkins w stanie Tennessee.